# 인생 후르츠
《인생 후르츠》(영어: Life Is Fruity)은 2016년 1월에 개봉한 일본의 다큐멘터리 영화이다.
 후시하라 켄시가 감독을 맡았다.
 일본은 2017년 1월 2일에 대한민국은 2018년 12월 6일에 개봉되었다.

## 줄거리
오래 익을수록 인생은 맛있다!

90세 건축가 할아버지 ‘츠바타 슈이치’와

87세 못 하는 게 없는 슈퍼 할머니 ‘츠바타 히데코’,

둘이 합쳐 177살, 혼자 산 날보다 함께 산 날이 더 긴 부부는

50년 살아온 집에서 과일 50종과 채소 70종을 키우며 살아간다.

어느 날 슈이치는 설계 의뢰를 받고 늘 꿈꾸던 자연과 공존하는

이상적인 건축의 꿈을 이룰 수 있다는 기대감을 가지게 되는데…

## 출연진
- 키키 키린 - 내레이션 역